# 政府統計處
政府統計處（簡稱統計處，C&SD）是香港特別行政區政府財經事務及庫務局轄下的部門，專責根據《普查及統計條例》（第316章）收集香港重要的統計數據，以協助香港特別行政區政府執行決策，亦使社會各界更了解香港的情況，是香港政府負責香港統計數字和人口統計的部門。現任處長是余振強、副處長是周錦添。

## 職能
政府統計處的工作可分為三大類：
1. 進行統計調查及操作統計系統，以編製各類社會和經濟統計數列，例如人口、對外貿易、工商業、勞工、物價、國民收入及國際收支平衡等數列。
2. 進行統計分析及發布統計數據和分析結果。
3. 為各政府部門提供與統計有關的諮詢及支援服務。

正確認識各類統計數據的概念及定義，對闡釋和運用統計數據，至為重要。統計處除向香港市民提供統計數據外，亦樂意就如何闡釋及運用這些數據提供意見，使其發揮最大效用。
政府統計處會定期發佈香港各方面的資料，包括人口數據、失業率、國民收入及國際收支平衡及消費物價指數等等。此外，政府統計處亦負責每5年一次的人口普查。

## 政府統計處的前身
香港人口普查歷史可以追溯至1841年進行的第一次，自此以後，人口普查一直定期進行，1931年至1961年期間為主要的中斷期。除了人口普查外，其他統計資料蒐集亦有間歇進行。
1947年，由汪武先生（Mr. W. G. Wormal）領導的統計處成立，以便組織一個統計系統，就有關零售價格指數及貿易統計等事項進行工作。1948年，曾經有進行人口普查的計劃，不過由於該數年間的人口流動太大，計劃被最終取消，而當時的統計處亦因而於1952年解散。取而代之，工商署成立了一個統計組，由史卓廷先生（Mr. C. T. Stratton）主管，主要責任是貿易統計。
由於政府決定於1961年進行人口普查，一個臨時性質的普查處於1959年成立，由彭德先生（Mr. K. M. A. Barnett）擔任處長。該部門在完成普查工作後，於1962年解散。1963年，彭德先生獲得委任為統計籌審司，隸屬當時的輔政司署。他的即時任務是就本港統計工作的未來發展擬備一份報告，稍後的任務則為進行1966年中期人口統計。正是根據彭德先生的建議，政府統計處遂於1967年12月正式成立。

## 歷任處長
- 彭德（K. M. A. Barnett，1967年－1970年）
- 陶建（K. W. J. Topley，1970年－1973年）
- 魏德烈（D. S. Whitelegge，1973年－1978年）
- 祈理富博士（Dr. C. C. Greenfield，1978年－1986年）
- 白端良博士（Dr. R. Butler，1986年－1988年）
- 莫乃鏗（Benjamin Mok Ni-hung，1988年－1992年）
- 何永煊（Frederick Ho Wing-huen，1992年－2005年8月10日）
- 馮興宏（Fung Hing-wang，2005年8月11日－2011年9月23日）
- 歐陽方麗麗（Lily Ou-yang，2011年9月24日－2014年5月10日）
- 鄧偉江（Leslie Tang Wai-kong， 2014年5月11日－2019年7月25日）
- 陳萃如（Marion Chan Shui-Yu， 2019年7月26日－2022年9月25日）
- 余振強（Leo Yu Chun-keung ，  2022年9月26日－）

## 外部連結
- 香港特別行政區政府 政府統計處 （页面存档备份，存于）